# 元豊の改革
元豊の改革（げんぽうのかいかく）は、北宋の神宗の元豊年間に行われた大規模な官制改革。

## 概説
唐の律令体制下において、三省六部を頂点とした極めて精密で完成された官制が用意されていたが、唐の玄宗時期以降の社会的変化についていけず、現実と理念との乖離が著しいものとなっていた。
この乖離を埋めるために臨時に置かれた官のことを使職という。使職の代表例としては、節度使や転運使などが挙げられる。これら使職は律令で定められる官に代わって実権を掌握していき、律令は次第に形骸化していった。
唐の滅亡と五代の間にその傾向は更に進む。宋が成立して中国を統一するが、成立まもない国が混乱することを恐れて、国初の政治家たちは官制には手を出さなかった。
北宋中期、神宗が即位すると王安石を登用した。王安石は新法と呼ばれる政治改革を実行し、それにより財政・軍事の充実を見た。これに気をよくした神宗は、王安石退任後の元豊3年（1080年）に、かねてよりの懸念材料であった官制改革に着手し、1年と8カ月をかけてこれを完成させた。
その内容は、複雑極まりない宋の官制を整理し、唐風の三省六部体制を形の上では復活させるものであった。しかしその中身は、時代に応じて様々な面で修正を加えられており、この後の南宋、ひいては元・明・清の官制もここを起点として発展・修正していったものと言える。

## 具体的内容
改革前の宋の官制については北宋#官制を参照。

### 主な変更点
改革が始まる4年前の熙寧9年（1076年）に王安石は宰相を辞任し、その翌年には引退している。しかし元豊の改革は、基本的に王安石が敷いた路線に従ったと考えられる。
内容として第一に挙げるべきは、三司の解体である。三司は財政担当の部署で、財政に関することはほぼ全てを行うことが出来る巨大な官庁となっていた。王安石は新法を実施するにあたり、制置三司条例司という部署を設け、ここに新進官僚を集めて新法の第一段階としていた。それと同時に三司の解体も進め、三司の持つ権限を司農寺・太府寺・軍器監・将作監・大理寺・刑部・工部などの別部署に移していき、三司の権限を経済事務に限るものとした。さらに元豊年間にこの残った権限も戸部へ移し、三司は完全に消滅させた。
第二に人事権の移管である。改革以前の人事権は審官院・流内銓・三班院・枢密院の四つの互いに独立する部署に分割されていた。順に京朝官（中上級文官）・選人（下級文官）・三班使臣（下級武官）・大使臣以上内臣（中上級武官）の人事を担当していた。熙寧3年（1070年）に審官院を審官東院と審官西院に分割して、審官東院が従来審官院が持つ職権を保有し、枢密院の人事権は審官西院に移行した。これら分割されていた人事権を元豊年間には吏部の元に全て移し、四つの部署は全て吏部管理下の部署となった。審官東院が吏部尚書左選に、審官西院が吏部尚書右選に、流内銓が吏部侍郎左選に、三班院が吏部侍郎右選に、それぞれ改名・改造され、それらの部署は合わせて吏部四選司と呼ばれることになった。ただし上級の文武官の人事権は中書の手にあり、枢密院にも若干の人事権が残されていた。
第三に宰相職の変更である。元豊の改革では外見上は唐制を継いで三省六部を立てるが、三省の長官（中書令・尚書令・門下侍中）は名前のみあって空席とされ、尚書左僕射（副長官）に門下侍郎（副長官）を、尚書右僕射（副長官）に中書侍郎を兼任させて、この二人を宰相とした。さらに尚書丞（左右一人ずつ）および、尚書僕射を兼任しない門下侍郎・中書侍郎（一人ずつ）、合わせて四人を執政（副宰相）とした。これまでの人数不確定の同中書門下平章事・参知政事に代わらせ、確定した六人の宰執官に国政を委ねた。
第四に寄禄官の一本化および職事本官の職権回復である。寄禄官とは唐の九品制の代わりをなすものであり、例えば九品制での従五品を現す寄禄官は元豊前、光禄卿・衛尉卿・少府監・司農卿・太常少卿などの律令制に置く職事本官である。光禄卿は唐では皇室の食事などの管理をする部署であり、太常少卿は皇帝祭祀を司る太常寺の次官であったが、宋では単にその名前を使っているだけであって、実際に行う官職（差遣）は別にあった。寄禄官はその人の科挙における成績などによりいくつかのコースに分かれており、同じ階梯に四ないし五の寄禄官が並立していた。例えばとある文官は従五品になり、科挙の成績が優秀ならば太常少卿の座に就き、悪ければ光禄卿になっていたが、この改革により出自・科挙成績を問わず中散大夫、という風に一本化された。そして光禄卿・太常少卿のような職事本官も対応する差遣（この場合は順に「判光禄寺事」・「同判太常礼院事」）と統合され、従来の律令に規定された職務と権限を回復した。元豊年間のこの改革は文官系列のみに留まり、武官や技術官僚は従来のまま名ばかりの内使職（宮中で皇帝を奉仕する令外官職）を武階・技術官階として流用していたが、徽宗の政和年間では同様に「武徳大夫」のような新たな武階・技術官階に一本化された。
唐律令には無い枢密院も廃止を検討されたが、そのまま残された。ただし人事権を中書に奪われたために、その権限は縮小した。
神宗の没後に司馬光が宰相になるが、改革の基本方針は継承された一方で、微修正が図られた。例えば、御史台・諌官などの言官（台諌）の権限を強化して、本来の職務を行わなくなった門下省の機能の一部を継承した。反面、これまで頻発していた宰相執政と言官の衝突を回避するために、宰相による人事権を強化した。その結果、宰相執政が政策を実施するたびに言官の批判の材料とされて失脚させられる事態は抑制され、南宋に至るまで宰相の地位は安定化することになり、更に宰相執政の任命権者である皇帝の権力強化にもつながった。だが、司馬光・呂公著ら旧法党の推挙によって劉摯らが言官に任じられて新法党の糾弾・追放が実施され、続いてその反動として章惇ら新法党が政権を掌握すると自派から送り込んだ言官に劉摯ら旧法党の糾弾・追放を実施させるなどの報復が行われ、新法・旧法の争いを激化させる一因となった。更に南宋に入ると、秦檜が言官による糾弾を反対派粛清の手段として用いることになった。